# Primošten
Primošten (italsky Capocesto) je chorvatská opčina na pobřeží Jaderského moře na poloostrově při zálivu Luka Primošten, 26 km jižně od Šibeniku v Šibenicko-kninské župě. V 60. letech 20. století na sousedním poloostrově Raduća začalo vznikat turistické letovisko. V roce 2011 žilo v Primoštenu 1 631 obyvatel, v celé opčině pak 2 828 obyvatel.

## Poloha
Primošten leží na návrší poloostrova na pobřeží Jaderského moře ve střední Dalmácii, přibližně 60 km severně od Splitu a 30 km jižně od Šibeniku. Kolem jeho přístavu (Primoštenka luka) se nachází několik ostrovů a skalních výběžků, ze kterých největší je ostrov Maslinovik a nejmenší Krbelica.
Opčina se skládá ze sedmi samostatných sídel s tímto počtem obyvatel: 
- Kruševo (79)
- Ložnice (44)
- Primošten (1631)
- Primošten Burnji (739)
- Široke (154)
- Vadalj (93)
- Vezac (88)[1]

 Dále se zde nachází dvě desítky malých osad, jako např. Bilo, Dolac, Podgreben, Prhovo, Bilini, Šarićevi, Kalina, Kamenar, Gašperovi, Tribežić nebo Bratski Dolac.

## Obyvatelstvo
Většinu  (97,03 %) tvoří Chorvaté.

## Historie

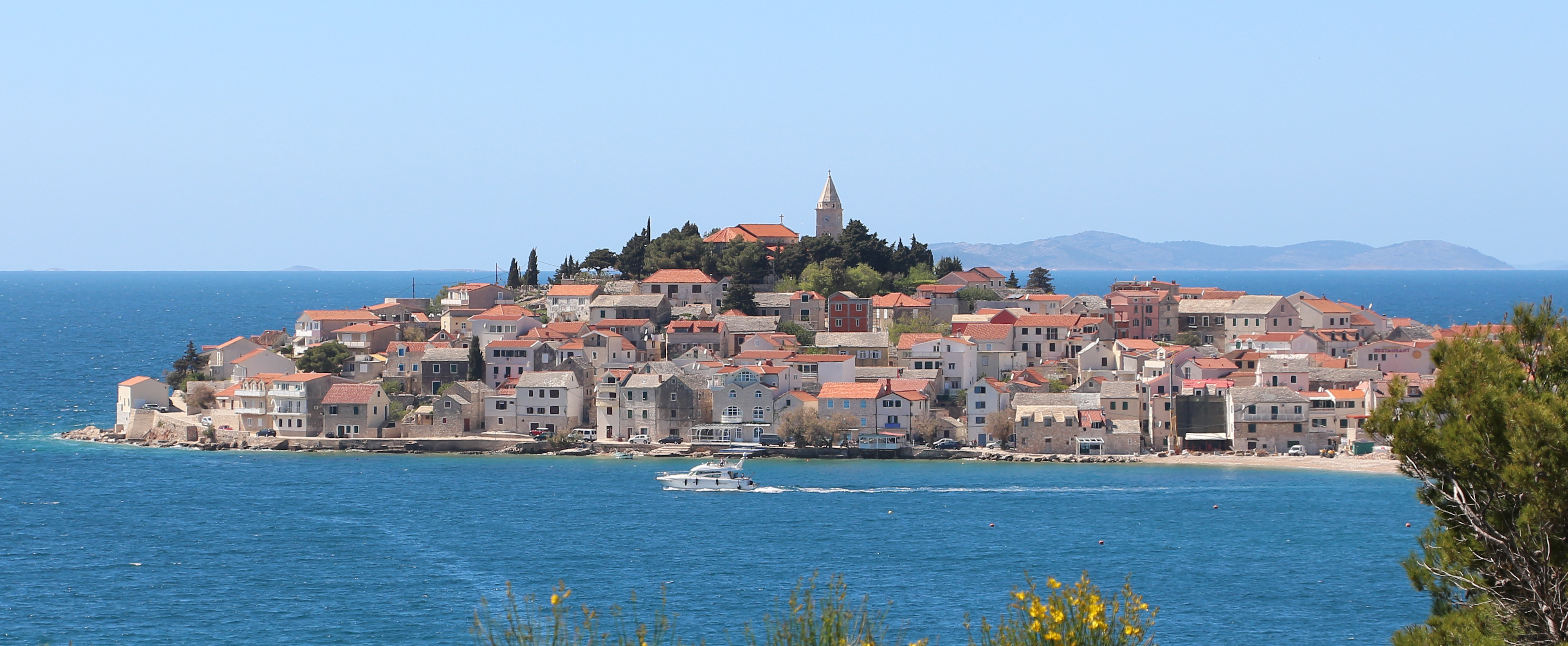
Pohled na Primošten od silnice D8

V oblasti zvané Parathelesia (Primorje) )byly zdokumentovány stopy raně středověkého ilyrského a řeckého osídlení. V 11. a 12. století se region nazýval Bosiljine a skládal se z území pozdějšího Primoštenu a Rogoznice. Osídlili je Bogomilové, osmdesát rodin, které prchaly před tureckou invazí, požádalo v Šibeniku o ochranu místních vládců. Majitelé půdy je dopravili po moři do drsné pustiny při zátoce, dodnes nazývané "Bosanski Dolac". Poté se osídlení rozšířilo na východ, na náhorní plošině Bogomilové s pomocí šibenického biskupství vybudovali osadu s malým kostelem v dnešní osadě Prhovo. Po ní vznikly osady Široke a Kruševo.
Původně se vesnice nacházela na malém ostrově v blízkosti pevniny, se kterou byla spojena mostem. Most byl nahrazen hrází a od roku 1564 se nazývalo Primošten (od slovesa přemostit). Na nejvyšším bodě poloostrova stojí kostel sv. Jiří.  Obec Primošten byla vytvořena spojením osad v roce 1993. Její rozvoj začal již od roku 1960, kdy ji objevili a popularizovali studenti ze Záhřebu a esperantisté, kteří zde každé léto staví tábor pro esperantisty z celého světa. Z iniciativy Marka Skorina byla zavedena elektřina, vodovod, telefon a v roce 1964 postavena silnice napojená na Jadranskou magistrálu. Následovaly stavby hotelů „Raduča“ v roce 1966, „Zora“ a „Slava“ v roce 1968, tábora "Adriatik" (Punta Maslina) pro 3000 táborníků, hotelu „Marina Lučica“ v roce 1971 a přístavu „Kremik“ pro rekreační lodě v roce 1983.
V 90. letech následovala hospodářská krize, při níž byl roční rozpočet asi 3,5 milionu kun a dluh 7,5 milionu kun. V roce 2000 bylo navrženo zrušení samostatnosti obce. V roce 2001 však volby vyhrálo nové uskupení Nezávislý seznam Vinka Bolanče, jež obec pozvedlo a vede dosud.

## Znak
Na štítu tmavě modré barvy moře, symbolu přežití a stálosti života, je postava korunované Panny Marie Loretánské s Ježíškem, obklopená sedmi zlatými hvězdami. Stejné heraldické znamení je i na vlajce obce. 

## Ekonomika
Dříve chudá rybářská vesnice se od 60. let 20. století stala vyhledávaným turistickým cílem Dalmácie. Hlavním zdrojem příjmů obyvatel je turismus a zemědělství, a to rybářství, pěstování vinné révy a oliv. Vyhledávané je především červené víno Babić.

## Památky, kulturní a přírodní dědictví

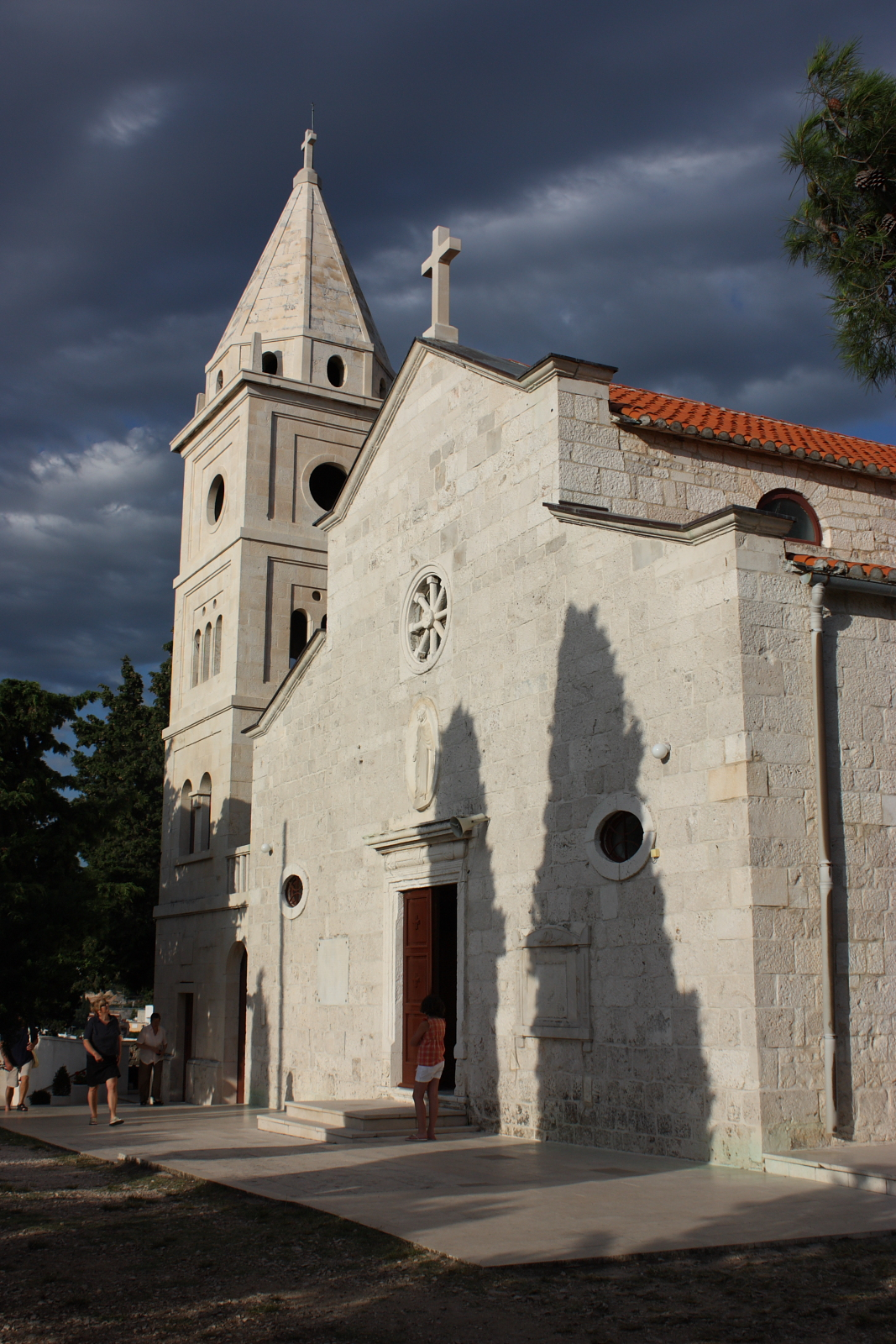
Kostel sv. Jiří

- Kostel sv. Jiří (Crkva sv. Juraja) - gotická trojlodní bazilika se samostatně stojící věží (zvonicí) ze 13. století, rozšířená roku 1485, v 18. století barokně přestavěná, dostavby a úpravy z 19. a 20. století. Od 18. století na oltáři uctíván obraz Panny Marie Loretánské.
- Kostelík sv. Rocha - postaven na ochranu proti moru z roku 1680
- Benátské hradby s branami ze 17. století.
- Socha Panny Marie Loretánské s kaplí v podstavci; betonová konstrukce, obložená keramickou mozaikou, vysvěcena roku 2017; nejvyšší Loretánská socha na světě, o výšce 17 metrů a hmotnosti 45 tun, celková výška 30 metrů,  stojí na kopci Gaj nad Primoštenem (173 metrů nad mořem), otočena tváří k Primoštenu, podle legendy Panna Maria Loretánská v polovině 19. století ochránila vesnici před epidemií cholery, když jeden mladík přinesl do vesnice obraz Panny Marie, který spatřil ve snu.[3]
- Rozsáhlé vinice o rozloze 18,4 hektaru, na historických kamenných valech, jižně od městečka; žádost o zápis na Seznam kulturního dědictví UNESCO s fotodokumentací byla již roku 2007 podána do centrály OSN v New Yorku .[4]
- Pláže: pláž Mala Raduča bývá uváděna mezi 10 nejkrásnějšími plážemi v Chorvatsku.

## Slavnosti
- Primoštenske užance - každoroční letní folklórní festival s krojovanými hudebními vystoupeními a tržištěm místních gastronomických specialit.[5] Obec má i vlastní dechovou kapelu.
- Loretánská pouť a církevní slavnosti - organizuje spolek Sveti Juraj

## Sport
- Klub vodního póla Primošten
- JK Primošten - jachtařský klub
- RK Spongiola - potápěčský klub
- MNK Primošten - klub malého fotbalu
- Bowlingový klub Primošten

## Hudba
V okolí opčiny Primošten byl v roce 2012 natočen hudební klip s názvem "Milionář" od interpreta Slim Cubi, ten v roce 2023 vypustil nový klip s názvem "Miliardář", který je de facto pokračováním předchozího klipu a byl natočený na několika totožných místech z předchozího klipu.

## Galerie

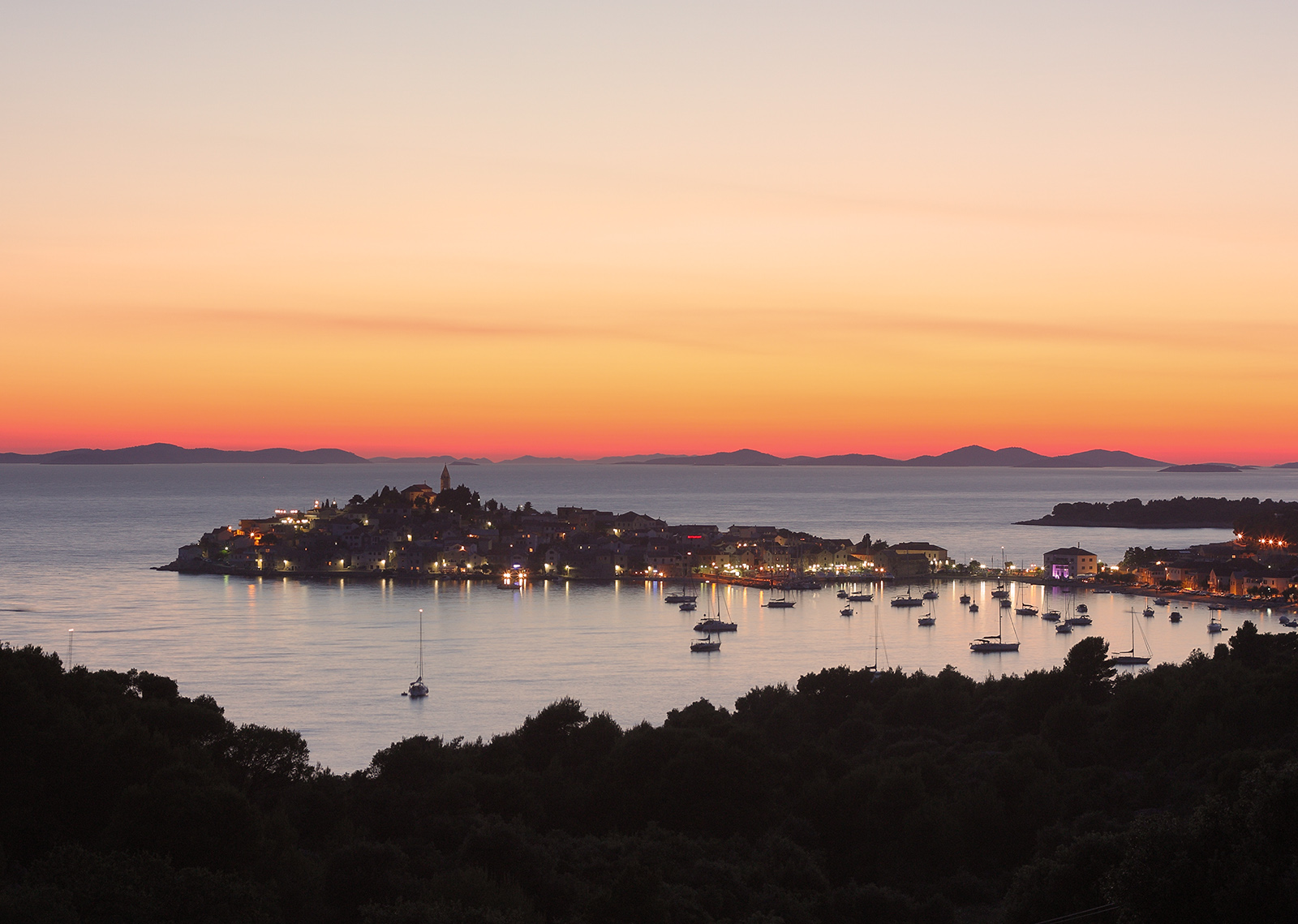
Panorama Primoštenu ze silnice D8
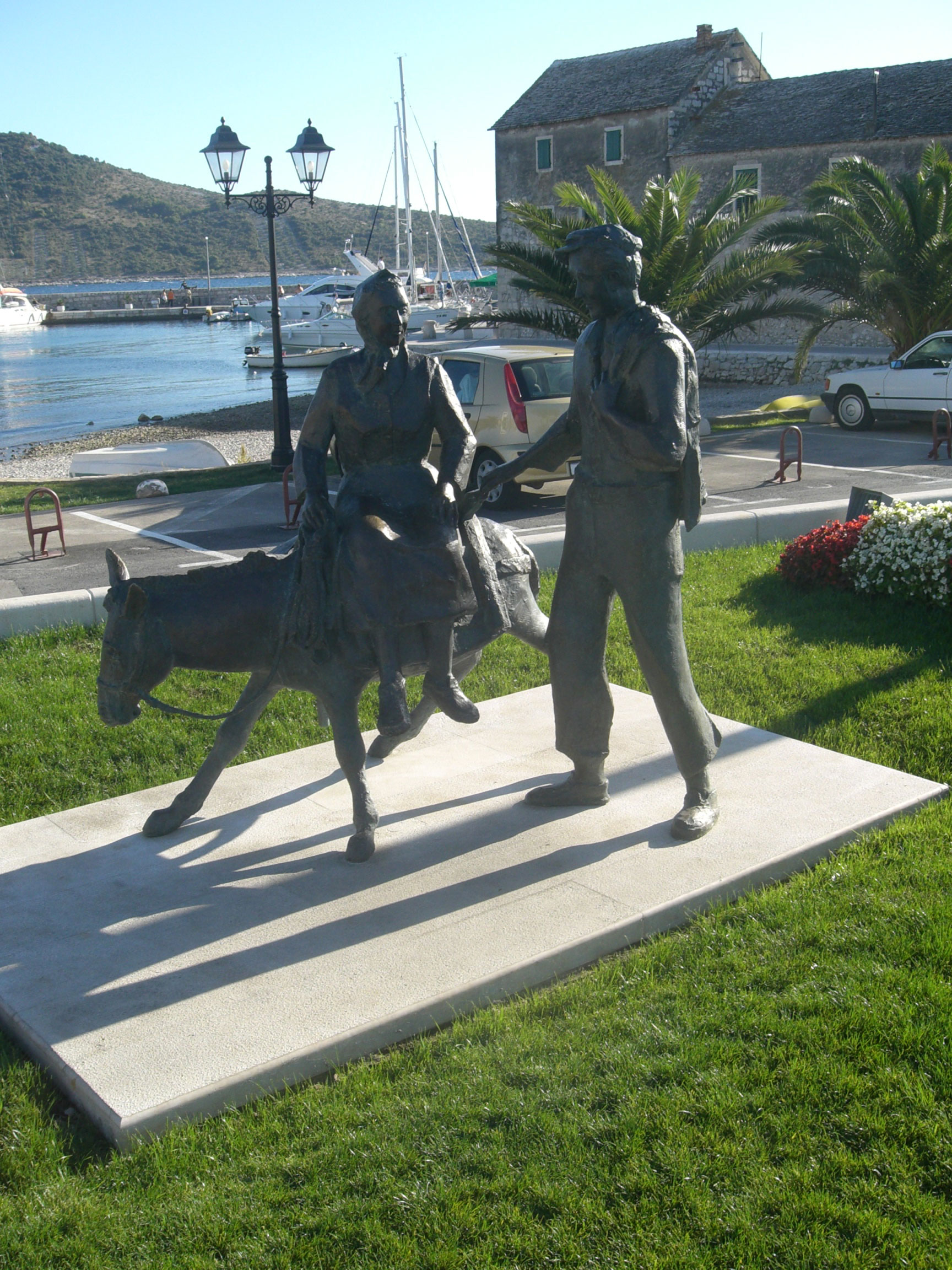
Památník Bogomilů
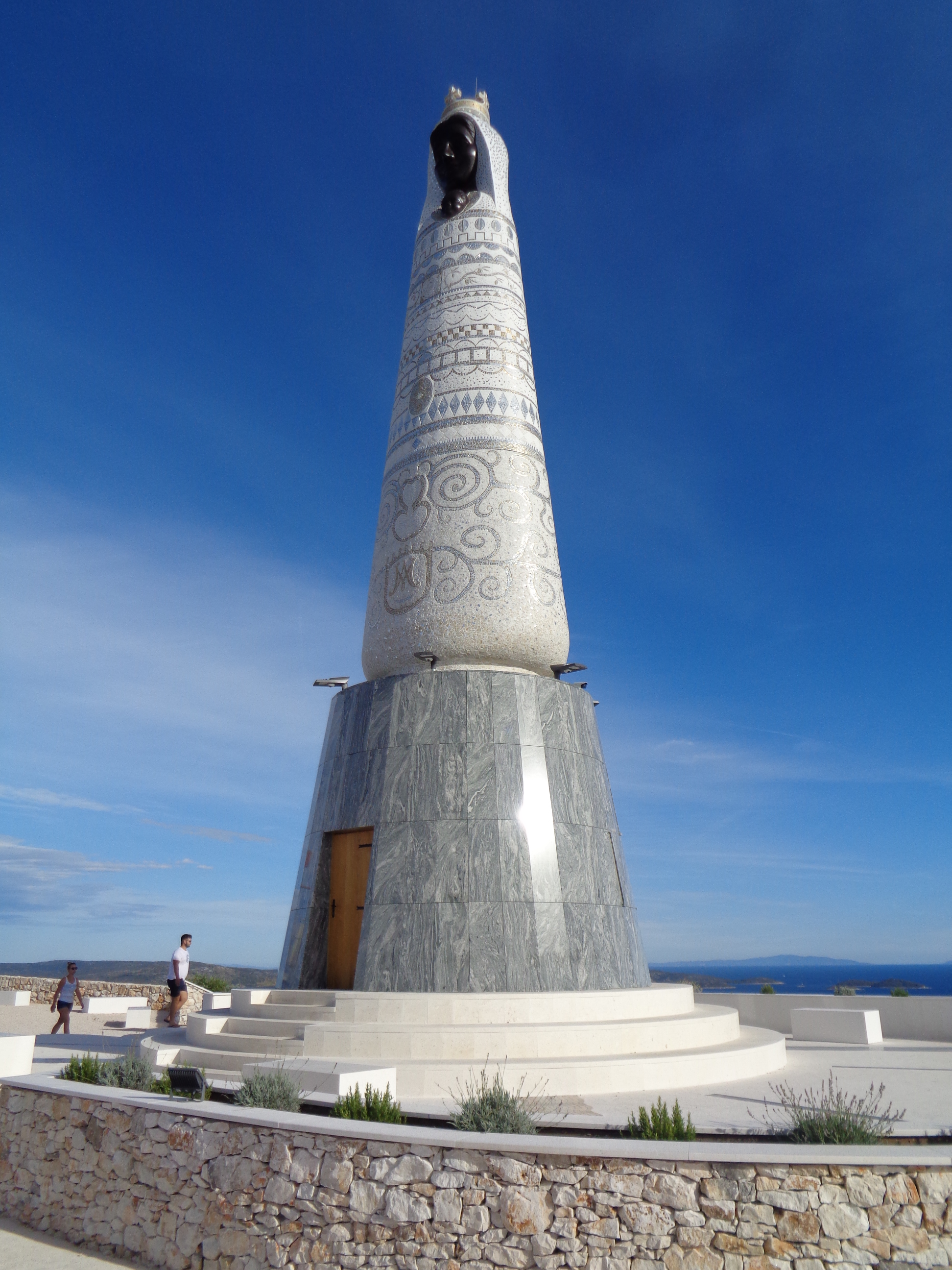
Socha Panny Marie Loretánské
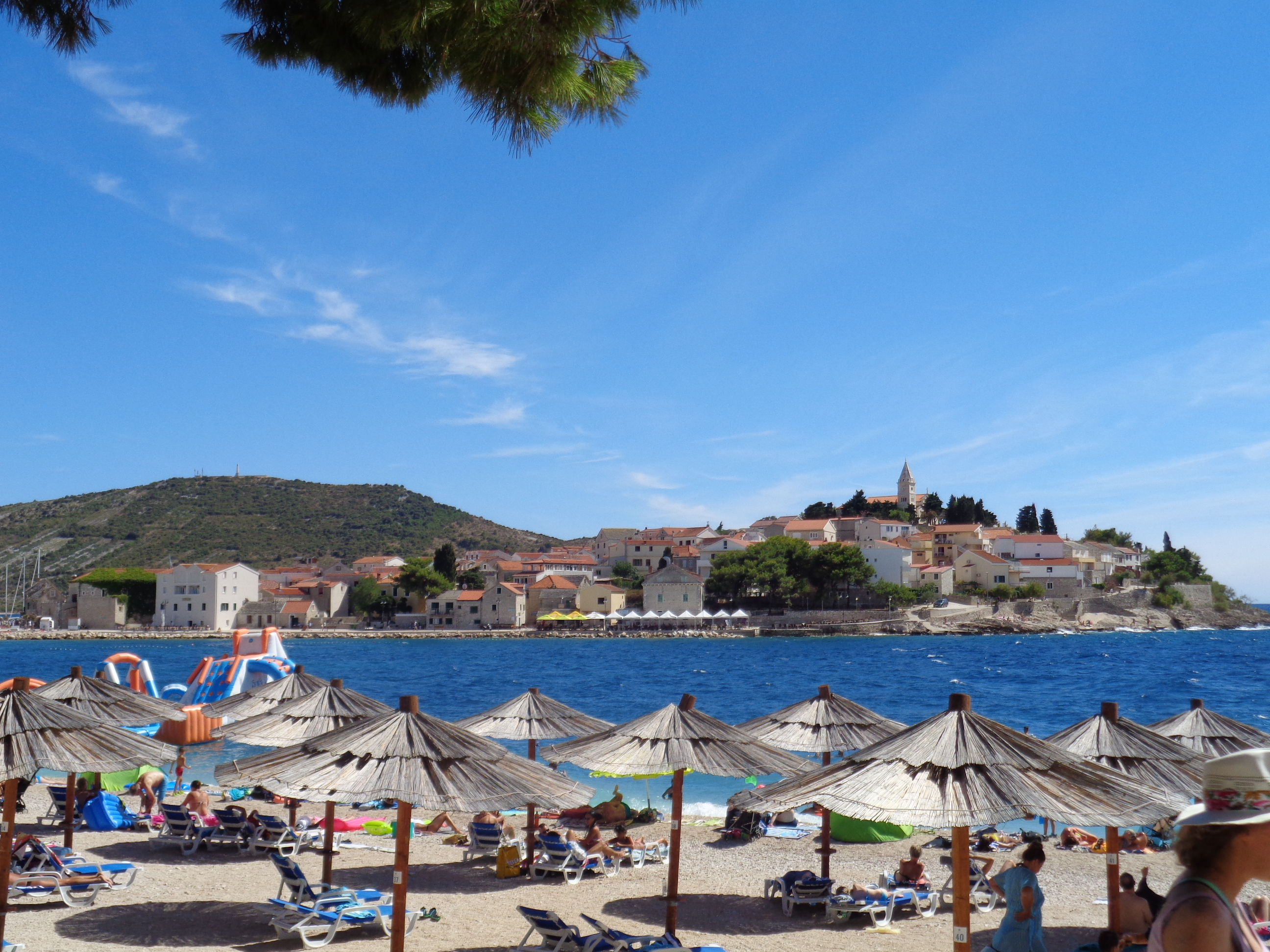
Pláž Mala Raduča
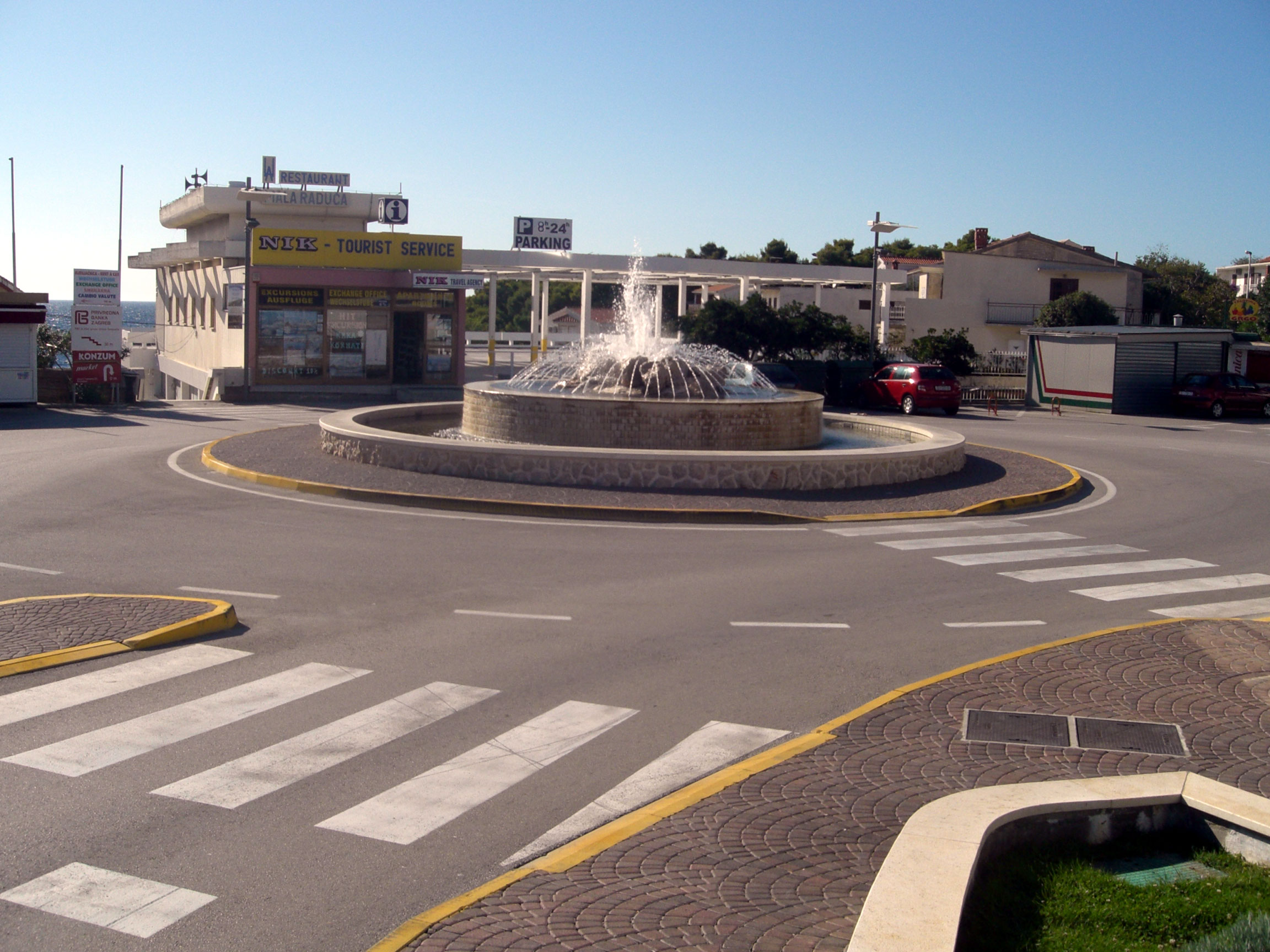
Fontána v centru obce
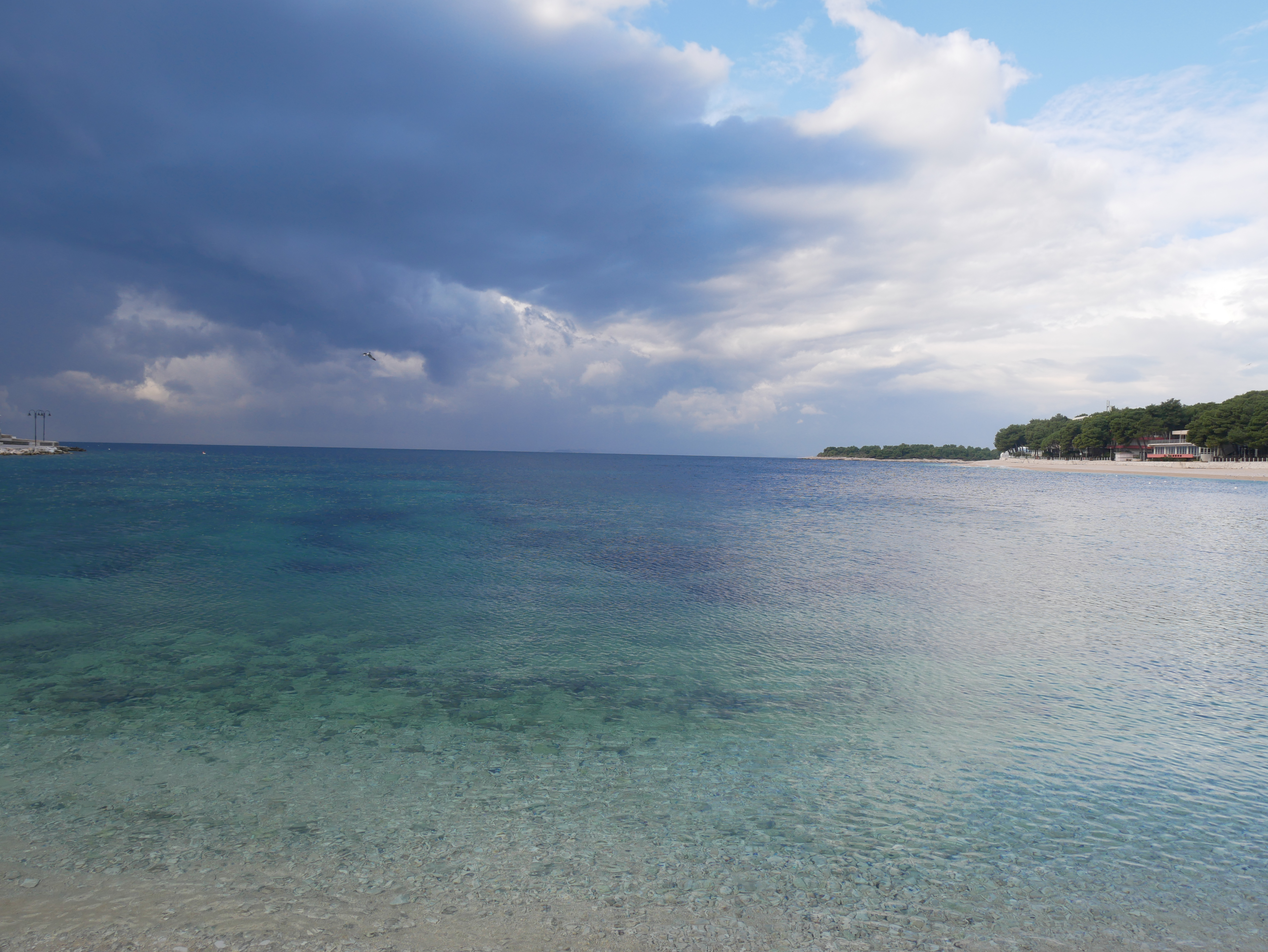
Zátoka Mala Raduča
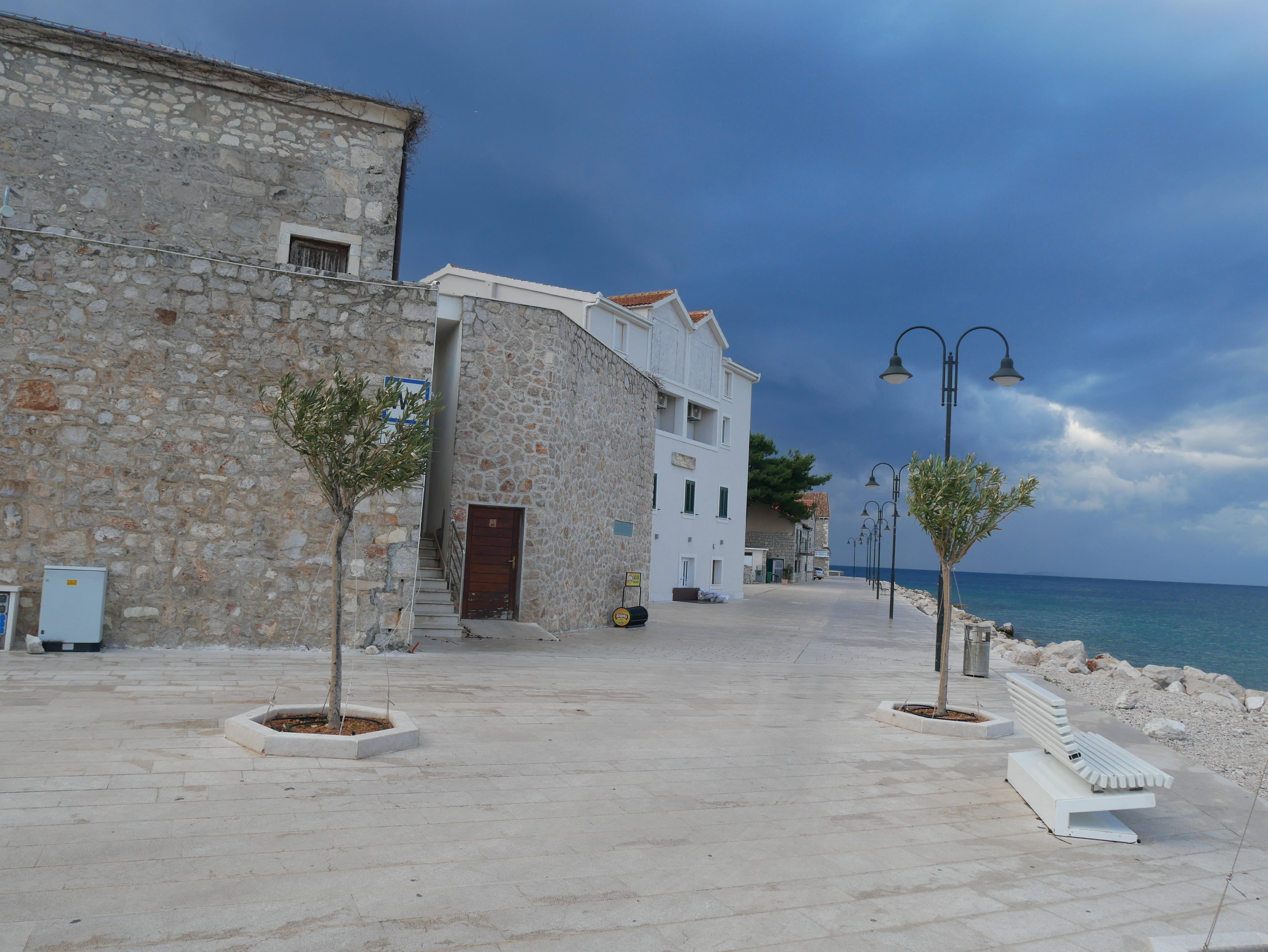
Promenáda ve starém Primoštenu
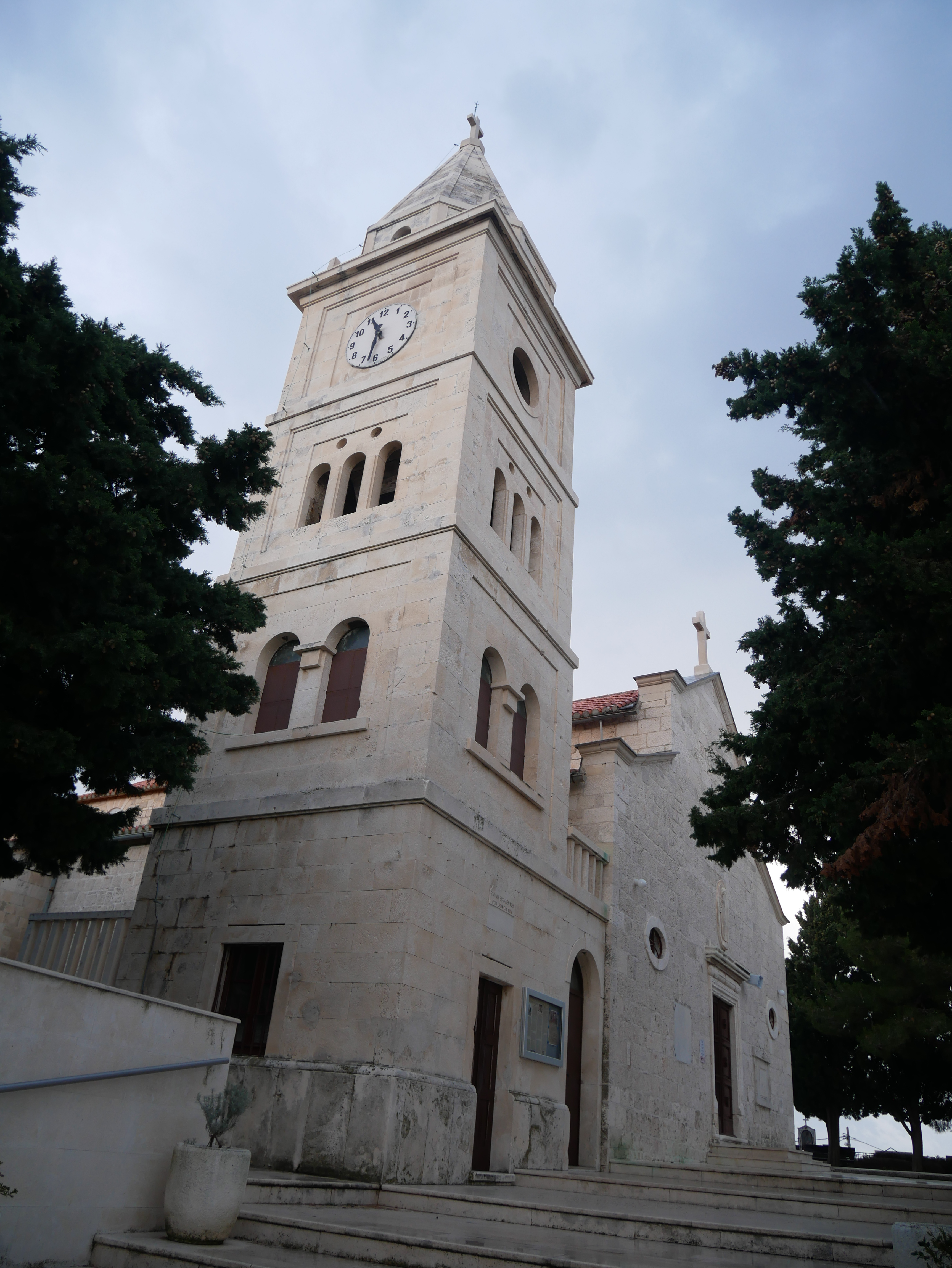
Kostel sv. Jiří
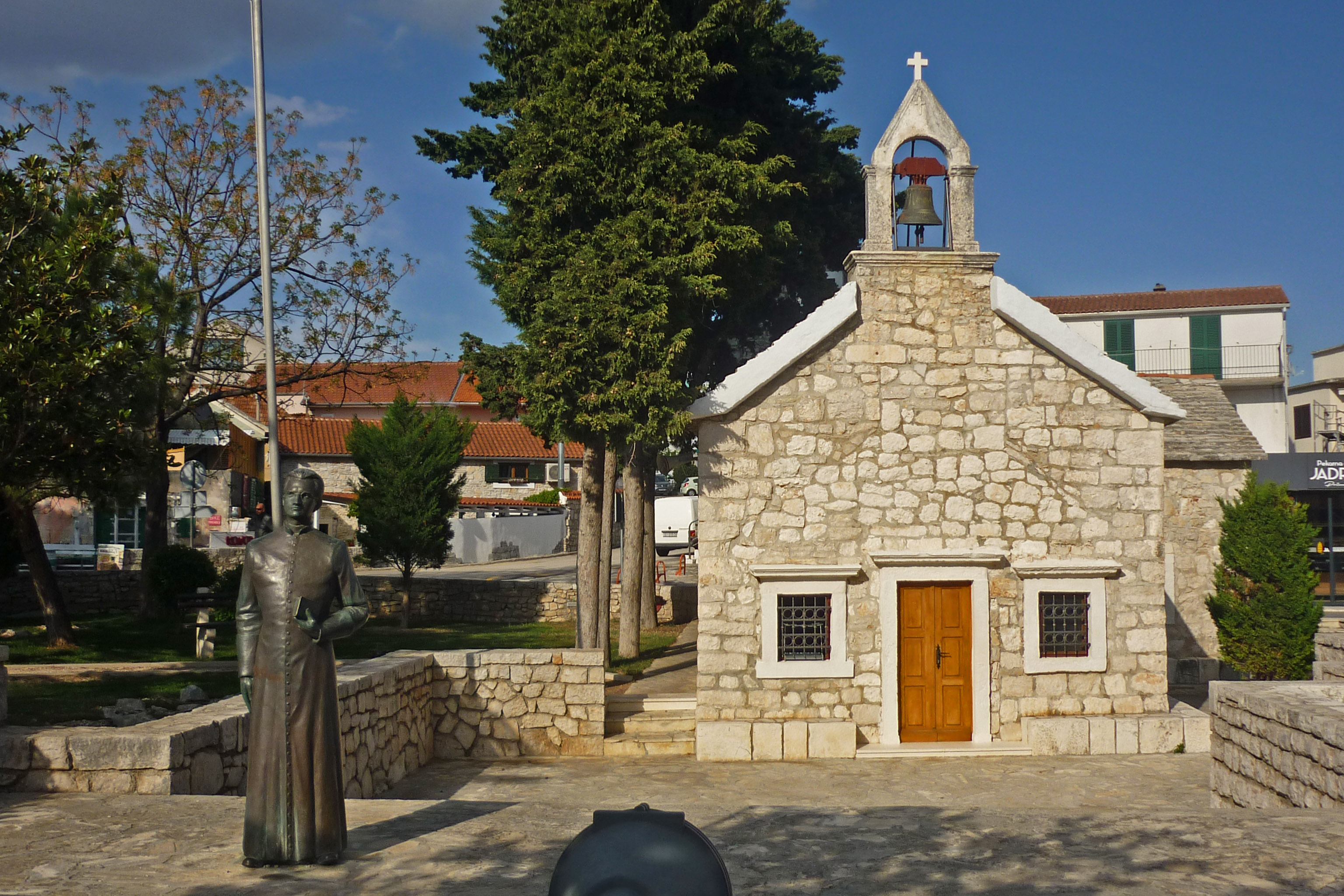
Kaple sv. Rocha a kaplan Ivo Šarič
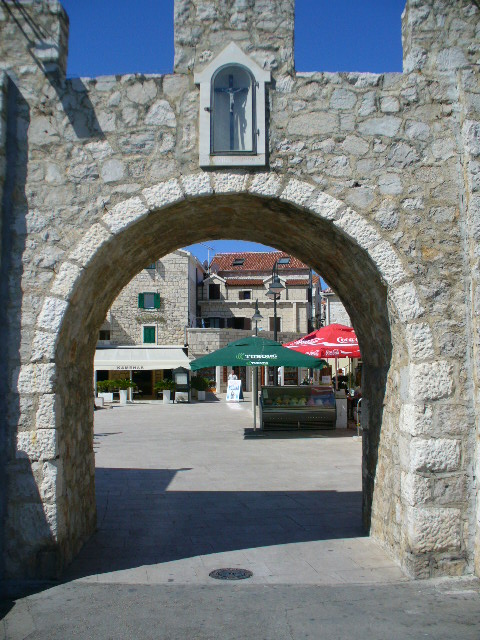
Brána městského opevnění
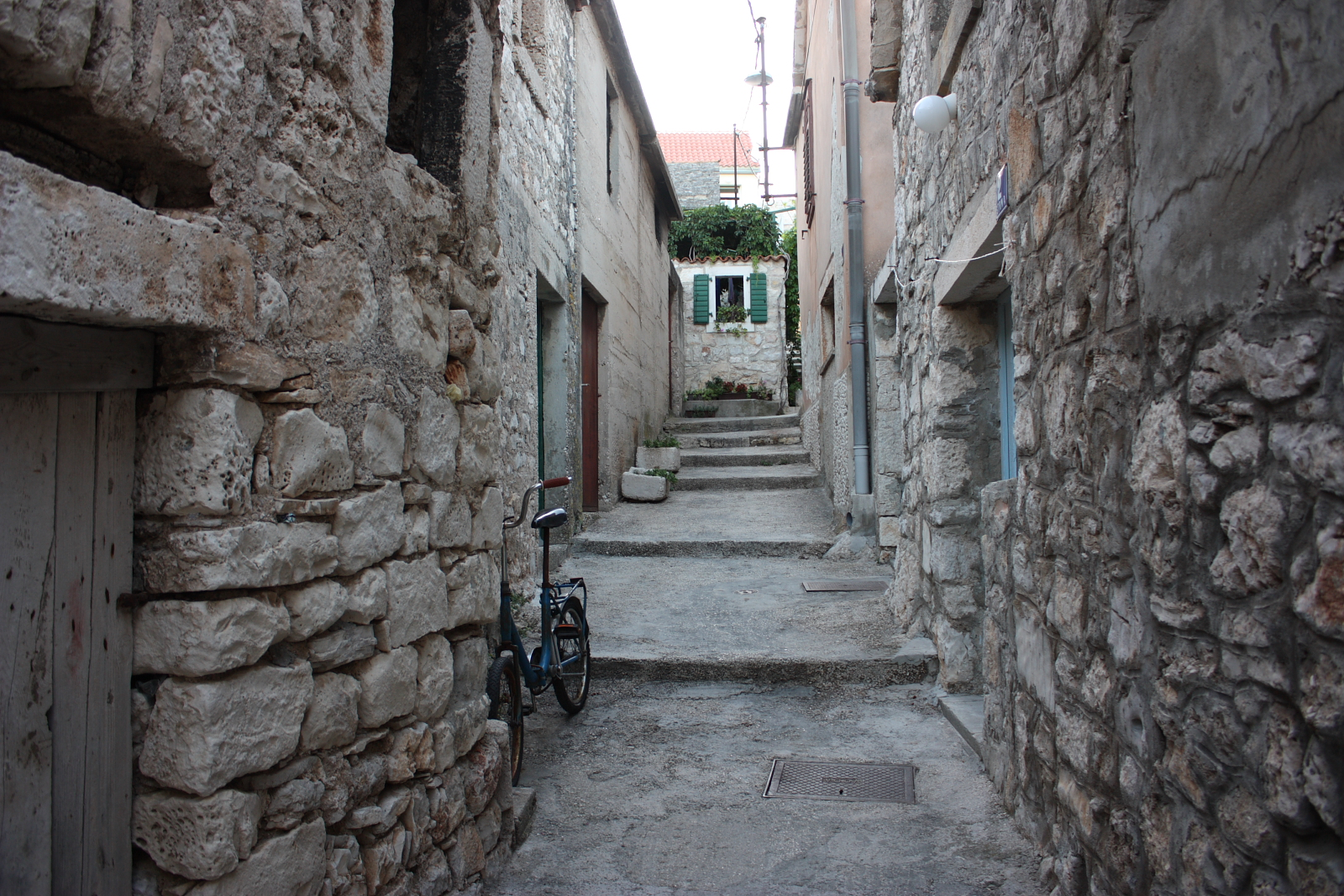
Uličky starého Primoštenu